# Fédération de Lettonie de basket-ball
La Fédération de Lettonie de Basket-ball (Latvijas Basketbola savienība ou LBS) est une association, fondée en 1992, chargée d'organiser, de diriger et de développer le basket-ball en Lettonie, d'orienter et de contrôler l'activité de toutes les associations ou unions d'associations s'intéressant à la pratique du basket-ball.
La LBS représente le basket-ball auprès des pouvoirs publics ainsi qu'auprès des organismes sportifs nationaux et internationaux et, à ce titre, la Lettonie dans les compétitions internationales. Elle défend également les intérêts moraux et matériels du basket-ball letton. Elle est affiliée à la FIBA depuis 1992.

## Présidents
| Période       | Président          |
| ------------- | ------------------ |
| 1923-1925     | Fricis Ķergalvis   |
| 1925-1935     | Roberts Plūme      |
| 1935-1936     | Alfrēds Ivanovskis |
| 1936-1937     | Eduards Ceplītis   |
| 1937-1940     | Eduards Lapiņš     |
| 1940-1941     | Edgars Ošiņš       |
| 1942-1943     | Osvalds Porietis   |
| 1943-1944     | Eduards Andersons  |
| 1944-1945     | Jānis Augusts      |
| 1945-1946     | Augusts Raubens    |
| 1946-1949     | Edgars Ošiņš       |
| 1949-1950     | Arnolds Brambergs  |
| 1950-1951     | Viesturs Baldzēns  |
| 1951-1956     | Ādolfs Runcis      |
| 1956-1971     | Miervaldis Ramāns  |
| 1971-1989     | Artūrs Punenovs    |
| 1989-1992     | Uldis Grāvītis     |
| 1992-1997     | Indulis Ozols      |
| 1997-2011     | Ojārs Kehris       |
| 2011-en cours | Valdis Voins       |